# Biskupiec
Biskupiec é um município da Polônia, na voivodia da Vármia-Masúria e no condado de Olsztyn. Estende-se por uma área de 5 km², com 10 539 habitantes, segundo os censos de 2017, com uma densidade de 2107,8 hab/km².